# Basílica del Santuario Nacional de Santa Ana
La Basílica del Santuario Nacional de Santa Ana (en inglés: Basilica of the National Shrine of St. Ann) es una basílica menor y un santuario nacional de la iglesia católica situada en Scranton, Pensilvania, dentro de la diócesis de Scranton al norte de Estados Unidos.
La primera capilla temporal en este sitio, fundada por la orden de los pasionistas como iglesia del monasterio y fue erigida en 1902; El edificio actual fue dedicado el 2 de abril de 1929. La iglesia fue declarada basílica menor por el Papa Juan Pablo II el 27 de octubre de 1997. La basílica es el sitio de una solemne novena anual en honor de Santa Ana, quien tradicionalmente es considerada la madre de la Virgen María, evento que atrae a miles de peregrinos cada año.